# Simon Panna
Simon Panna Boglárka (születési neveː Simon Boglárka; Orosháza, 1990. március 30. –) magyar színésznő, énekesnő.

## Életpályája
Szülővárosában a Vörösmarty Mihály Általános Iskola ének tagozatán tanult. A szentesi Horváth Mihály Gimnáziumban érettségizett. Ezután a Keleti István Művészeti Szakközépiskola és Szakiskola tanulója lett, majd a Pesti Broadway Stúdióban folytatta tanulmányait. A Budapesti Operettszínházban a Tavaszébredés című darabban kapta első szerepét. 2013-ban mutatkozott be az Elfújta a szél című musical Melanie Hamiltonjaként, amely első nagy szerepét jelentette.
2011-ben indult az X-Faktor című tehetségkutató műsorban is. 2017–2020 között a Színház- és Filmművészeti Egyetem drámainstruktor szakos hallgatója.

## Fontosabb színházi munkái
- Nők az idegösszeomlás szélén (Marisa)
- Luxemburg grófja (Juliette)
- Elfújta a szél (Melanie Hamilton)
- Abigél (Kis Mari, Vitay Georgina)
- A régi nyár (Kitti)
- A kék madár (A fiatal Mytyl)
- A chicagói hercegnő (Rosemary Dragica)
- Apáca show (Mary Robert nővér)
- Oszi Boszi, a repülő nagyanyó (Álruhás királylány)
- Én és a kisöcsém (Kelemen Kató)
- Vámpírok bálja (musical) (Sarah)
- Sztárcsinálók (Octavia)